# Frank Fetter
Frank Albert Fetter (ur. 8 marca 1863 w Peru, zm. 21 marca 1949 w Princeton) – amerykański ekonomista, przedstawiciel austriackiej szkoły ekonomii. Jego traktat Principles of Economics przyczynił się do spopularyzowania teorii Eugena von Böhm-Bawerka, Friedricha von Wiesera, Ludwiga von Misesa i Friedricha Hayeka na kontynencie amerykańskim.

## Dzieciństwo i młodość
Frank Fetter urodził się w miasteczku Peru w stanie Indiana. Jego rodzice byli kwakrami. Od wczesnych lat był dobrym uczniem, o czym świadczy chociażby to, że studia na Uniwersytecie Indiany rozpoczął już w wieku 16 lat. Był na dobrej drodze, aby uzyskać dyplom, lecz ze względu na pogarszający się stan zdrowia ojca musiał przerwać studia i zająć się rodzinną księgarnią. Praca ta pozwoliła mu zapoznać się z rozmaitymi teoriami ekonomicznymi, którymi zajmował się przez resztę życia.
Po ośmiu latach wrócił na uniwersytet i w 1891 uzyskał dyplom licencjata. W 1892 Jeremiah W. Jenks, ówczesny profesor Uniwersytetu Indiany, przeniósł się na Cornell University, gdzie objął posadę wykładowcy. Zabrał on ze sobą swojego ucznia, Fettera, który jeszcze tego samego roku zdobył tytuł magistra filozofii. Za namową Jenksa rozpoczął pod okiem Johannesa Conrada studia na Sorbonie. W 1894 uzyskał stopień doktorski na Uniwersytecie w Halle. Swoją rozprawę doktorską poświęcił krytyce maltuzjańskiej teorii ludności.

## Kariera naukowa
Po uzyskaniu tytułu doktora Fetter przyjął posadę na Uniwersytecie Cornella. Szybko z niej jednak zrezygnował, obejmując profesurę na Uniwersytecie Indiany. W 1898 porzucił macierzystą uczelnię na rzecz Uniwersytetu Stanforda, lecz po trzech latach opuścił go, gdyż przeszkadzał mu brak dostatecznej wolności akademickiej. W 1901 wrócił na Uniwersytet Cornella, gdzie wykładał przez kolejne 10 lat. W 1911 przyjął od Uniwersytetu Princeton propozycję objęcia interdyscyplinarnej katedry zajmującej się historią, polityką i ekonomią.
Pomimo ideologicznej bliskości i osobistych relacji z ekonomistami szkoły austriackiej Eugenem von Böhem-Bawerkiem i Friedrichem von Wieserem, a także pozytywnym odbiorem dzieł Ludwiga von Misesa i Friedricha von Hayeka, Fetter uważał siebie, Thorsteina Veblena i Herberta J. Davenporta za przedstawicieli „amerykańskiej szkoły psychologicznej”. Dziś określenie „szkoła psychologiczna” uznaje się za synonim szkoły austriackiej.
Fetter był zaciekłym przeciwnikiem planowanego przez Franklina D. Roosevelta zniesienia standardu złota i wspólnie z innymi ekonomistami starał się lobbować przeciwko wprowadzeniu pieniądza papierowego. O jego roli świadczyć może to, że:
W styczniu 1933 do prezydenta elekta trafił list nawołujący go nie tylko do obniżenia barier celnych w celu pobudzenia światowego handlu, lecz również do utrzymania standardu złota. List został podpisany przez wielu uznanych ekonomistów, na czele z amerykańskim „austriakiem” Frankiem A. Fetterem z Uniwersytetu Princeton.

## Zasługi w dziedzinie teorii ekonomii
Ziemia jako kapitał
Debata między Fetterem a angielskim ekonomistą Alfredem Marschallem toczyła się zarówno na kartach wydanych w 1904 Principles of Economics, jak i w licznych artykułach publikowanych w kwartalniku Amerykańskiego Stowarzyszenia Ekonomistów. Fetter nie zgadzał się z tezą Marshalla o teoretycznych różnicach między ziemią a kapitałem. Zdaniem Fettera takie rozróżnienie było niepraktyczne.
Rozróżnienie między zyskami z czynników naturalnych oraz innowacji jest dziwaczne i mylące. Obiektywna klasyfikacja ziemi i kapitału jako naturalnych i sztucznych czynników jest zadaniem, które przewyższa ludzką zdolność rozróżniania.
Wytrwała obrona swoich poglądów doprowadziła Fettera do krytyki prac Henry’ego George’a i postulowanego przez jego zwolenników podatku od wartości ziemi. Zdaniem Marka Blauga, eksperta w dziedzinie historii ekonomii, właśnie Fetterowi i Johnowi Batesowi Clarkowi należy przypisać zasługi za przekonanie mainstreamowych ekonomistów do porzucenia idei „ziemi jako jedynego czynnika produkcji, która powoduje brak potrzeby istnienia jakiejś specjalnej teorii renty (…) W rzeczywistości stanowi to główny powód krytyki prac George’a przez ówczesnych ekonomistów oraz jedną z przyczyn, dla których coraz większa liczba ekonomistów po prostu je ignorowała”.
Subiektywna teoria wartości
Fetter popierał subiektywną teorię wartości i przez to opowiadał się za teorią procentu uwzględniającą jedynie preferencję czasową. Richard Ebeling napisał, że Fetter „skonstruował spójną teorię wartości, pieniądza, ceny, kosztu i produkcji opartej na preferencji czasowej w wyborach konsumentów i producentów”. Według Jeffreya Herbenera, Fetter zaznaczał, że „podobnie jak cenę każdego dobra konsumpcyjnego determinuje jedynie jej subiektywną wartość, stopę procentową determinuje tylko preferencja czasowa”.
Przekonanie to, jak pisze dalej Herbener, doprowadziło Fettera do stwierdzenia, że „cena najmu każdego dobra produkcyjnego jest mu przypisana przez popyt ze strony przedsiębiorstw i wynosi równowartość zdyskontowanej krańcowej wartości produktu. Wartość kapitału każdego dobra trwałego jest równa zdyskontowanej wartości jego przyszłych rent”.
Wkładem Fettera do austriackiej tradycji subiektywizmu jest „pokazanie, że zunifikowana, subiektywna teoria wartości obala socjalistyczne teorie o wyzysku, rencie ricardiańskiej i związkach rentowności ze stopą procentową”.
Krytyka teorii stopy procentowej Fishera
W Interest Theories, Old and New (1914) Fetter skrytykował Irvinga Fishera za porzucenie idei czystej preferencji czasowej, której amerykański ekonomista był zwolennikiem w okresie, gdy publikowano jego książkę The Rate of Interest (1907). Pozycja ta wywarła duży wpływ na Fettera. Jak przypomina Murray Rothbard, gdy Fetter ponownie przyjrzał się wcześniejszej pracy Fishera,
odkrył, że już w publikacji z 1907 tkwiło ziarno błędu. Fisher twierdził, że wartościowanie obecnych i przyszłych dóbr implikuje wcześniejsze istnienie pieniężnej stopy procentowej, sugerując tym samym, że rozumowanie oparte jedynie na czystej preferencji czasowej to błędne koło. Przedstawiając swoją własną teorię stopy procentowej opartą na preferencji czasowej, Fetter pokazał, że wycena czasu jest warunkiem determinującym rynkową stopę procentową.

## Znaczenie
W 1909 46-letni Fetter otrzymał tytuł doktora prawa (LL.D) od Uniwersytetu Colgate, a w 1913 stanął na czele Amerykańskiego Związku Ekonomistów. Kolejne honorowe tytuły doktorskie nadały mu Occidental College (1930) i Uniwersytet Indiany (1934). Był członkiem Amerykańskiej Akademii Sztuk i Nauk oraz Amerykańskiego Stowarzyszenia Filozoficznego. W 1927 otrzymał Medal Carla Mengera od Stowarzyszenia Ekonomistów Austriackich.
Traktat ekonomiczny Fettera Principles of Economics (1904) został opisany przez Herbenera jako „niedościgniony aż do roku 1940, w którym to ukazało się Nationaloekonomie autorstwa Ludwiga von Misesa”. We wstępie do opublikowanego w 1977 nowego wydania Capital, Interest, and Rent, Rothbard stwierdza, że po raz pierwszy natknął się na dzieło Fettera za sprawą pewnego cytatu zawartego w Ludzkim działaniu Misesa. Rothbard zauważa wpływ „austriackich” poglądów Fettera dotyczących stopy procentowej oraz renty na swoje własne idee.
Podczas lektury dzieła Fettera pisałem książkę Man, Economy, and State. Byłem zachwycony błyskotliwością oraz spójnością jego teorii dystrybucji, a zarazem zszokowany tym, że jego nazwisko zostało zapomniane przez współczesnych historyków myśli ekonomicznej, nawet tych identyfikujących się z austriacką szkołą ekonomii.
W 1949 w American Economic Review ukazało się wspomnienie zmarłego Fettera autorstwa J. Douglasa Browna, późniejszego rektora Uniwersytetu Princeton. Zdanie otwierające tekst oznajmia, że „wraz ze śmiercią Franka Alberta Fettera środowisko ekonomistów w Ameryce doznało niepowetowanej straty”.

## Książki
- Versuch einer Bevolkerungslehre ausgehen von einer Kritic des Malthus’schen Bevolkerungsprincips, 1894
- The Principles of Economics, 1904
- Source Book in Economics, 1912
- Economics, Volume 1: Economic Principles, 1915
- Manual of References and Exercices in Economics for Use with, Vol. 1: Economic Principles, 1916
- Economics, Vol. 2: Modern Economic Problems, 1922
- Manual of References and Exercices in Economics for Use with, Vol. 2: Modern Economics, 1917
- Masquerade of Monopoly, 1931
- Capital, Interest and Rent: Essays in the theory of distribution